# Шугармил Вудс (Флорида)
Шугармил Вудс (енгл. Sugarmill Woods) насељено је место без административног статуса у америчкој савезној држави Флорида.

## Демографија
По попису из 2010. године број становника је 8.287, што је 1.878 (29,3%) становника више него 2000. године.
| Група             | 2000.         | 2010.         |
| Белци             | 6.185 (96,5%) | 7.652 (92,3%) |
| Афроамериканци    | 57 (0,9%)     | 153 (1,8%)    |
| Азијати           | 52 (0,8%)     | 112 (1,4%)    |
| Хиспаноамериканци | 89 (1,4%)     | 297 (3,6%)    |
| Укупно            | 6.409         | 8.287         |